# كينيث ديفيس (كرة سلة)
كينيث ديفيس (بالإنجليزية: Kenneth Davis)‏ مواليد 12 سبتمبر 1948، هو لاعب كرة سلة أمريكي معتزل. تم اختياره من قبل فريق نيويورك نيكس خلال الدرافت. يبلغ طوله 5 قدم 11 بوصة (1.8 م). شارك في دورة الألعاب الأولمبية الصيفية سنة 1972.

## الميداليات
| الميدالية | المسابقة                       |
| --------- | ------------------------------ |
| فضية      | الألعاب الأولمبية الصيفية 1972 |

## روابط خارجية
- كينيث ديفيس على موقع الاتحاد الدولي لكرة السلة (الإنجليزية)
- كينيث ديفيس على موقع ريلجم (الإنجليزية)
- كينيث ديفيس على موقع سبورتس رفرنس (الإنجليزية)
- كينيث ديفيس على موقع أوليمبيديا (الإنجليزية)